# توروو
توروو (به پرتغالی: Turvo) یک سکونتگاه مسکونی در برزیل است که در سانتا کاتارینا واقع شده‌است.